# Дуке, Педро Франсиско
Пе́дро Франси́ско Ду́ке (исп. Pedro Francisco Duque); род. 14 марта 1963, Мадрид, Испания) — первый испанский астронавт и государственный деятель. Министр науки, инноваций и высшего образования Испании в 2018—2021.

## Биография
Родился 14 марта 1963 в Мадриде, Испания. Окончил в 1986 году высшую техническую школу авиаинженеров (Escuela Técnica Superior de Ingenieros Aeronáuticos — ETSIA) при Мадридском политехническом университете (Universidad Politécnica de Madrid) по специальности «астронавигация». С конца 1986 работал в европейском центре управления космическими объектами (European Space Operations Centre1999}}
{{!} — ESOC) в Дармштадте в Германии, в группе баллистических расчётов. С 1986 по 1992 год занимался разработкой моделей, алгоритмов и программного обеспечения для определения орбит КА, а также входил в группу управления полетом европейских искусственных спутников ERS-1 и EURECA.
Был назначен начальником Испанского центра управления и обслуживания пользователей (Spanish User Support and Operations Centre), который организован Институтом да Рива и Мадридским политехническим университетом (Instituto da Riva/Universidad Politécnica de Madrid — IDR/UPM).
После отставки из отряда астронавтов возглавил компанию Deimos Imaging SL, занимающуюся разработкой спутников.

## Полёты в космос
В 1991 году по результатам национального набора ESA-2 был выбран одним из 5 кандидатов от Испании для участия в наборе астронавтов в отряд Европейского космического агентства. 25 мая 1992 года зачислен в отряд ЕКА как астронавт-исследователь (laboratory specialist).
В июне — июле 1992 года прошёл ознакомительную подготовку в Центре европейских астронавтов (European Astronauts Centre — EAC) в Кёльне. В ноябре — декабре 1992 года прошёл месячную подготовку в Центре подготовки космонавтов им. Ю. А. Гагарина. С января по апрель 1993 года — на общекосмической подготовке в EAC. Получил квалификацию «космонавт-исследователь» для полётов на борту кораблей «Союз ТМ» и орбитальной станции «Мир». В январе 1995 года прошёл дополнительную подготовку в ЦПК по системам станции «Мир». С августа 1996 года на подготовке в Хьюстоне (вместе с астронавтами 16-го набора НАСА) для получения квалификации специалист полёта.
С 29 октября по 7 ноября 1998 года на шаттле Discovery STS-95 в качестве специалиста полёта.
Продолжительность полёта составила 8 суток 21 час 43 минуты 57 секунд.
С 18 по 28 октября 2003 года на корабле «Союз ТМА-3» и Международной космической станции (посадка на корабле «Союз ТМА-2»). Стартовал в качестве бортинженера-2 вместе с Александром Калери (командир корабля) и Майклом Фоулом (бортинженер-1).
Покинул отряд астронавтов ЕКА летом 2007 года. Общий налёт — 18 дней 18 часов 46 минут.
В 2011 году восстановил статус активного астронавта, возглавлял Отдел управления полётами Европейского космического агентства, в июне 2017 года принял участие в миссии НАСА по операциям в экстремальной окружающей среде (NEEMO-22). Снова ушёл из отряда астронавтов ЕКА в 2018 году, так как был выдвинут на пост министра науки, инноваций и университетов.

## Политическая деятельность
После ухода из космонавтики, занялся также и политикой. Считается близким к социалистам.
7 июня 2018 – 12 июля 2020 занимал пост министра науки, инноваций и высшего образования в правительстве Санчеса.

## Личная жизнь
Женат, имеет троих детей.

## Награды
- Большой крест ордена Карлоса III (29 декабря 2021 года)
- Большой крест Военно-воздушных заслуг (исп. Gran Cruz al Merito Aeronautico, февраль 1999 года)
- Орден Дружбы (24 ноября 1994 года, Россия) — за активное участие в подготовке и успешном осуществлении длительного международного космического полёта на орбитальном научно-исследовательском комплексе «Мир», проявленные при этом мужество и героизм[5]
- Медаль «За заслуги в освоении космоса» (12 апреля 2011 года, Россия) — за большой вклад в развитие международного сотрудничества в области пилотируемой космонавтики[6]

## Хобби
Педро Дуке любит заниматься дайвингом, плаванием и ездой на велосипеде. Радиолюбитель с позывным KC5RGG.